# Schrammelmusik

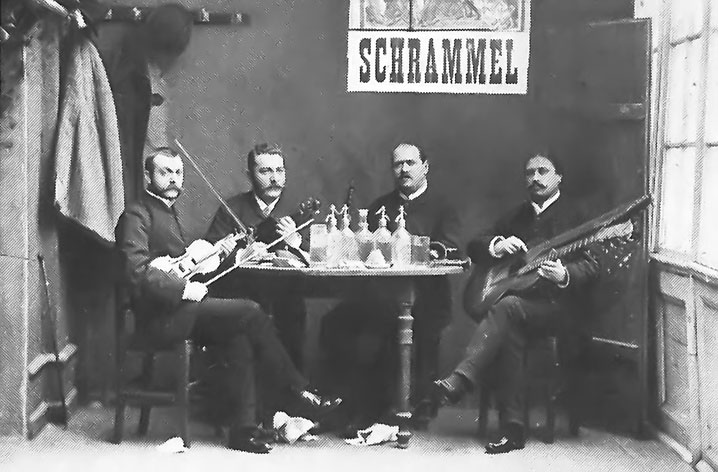
Het Schrammel kwartet in 1890

Schrammelmusik is de kenmerkende muziekstijl van het Schrammel-kwartet van de gebroeders Johann en Josef Schrammel.
In 1878 werd door Johann Schrammel met zijn broer Josef Schrammel en de gitarist Draskovits een trio opgericht, dat de naam D'Nußdorfer kreeg. In 1879 werd Draskovits door Anton Strohmayer vervangen en in hetzelfde jaar werd door de klarinettist Georg Dänzer het beroemde Schrammel-kwartet opgericht. Het kwartet werd beroemd bij de bevolking, door zijn musiceer-stijl, namelijk door de bekende Weense muziek te spelen, en kreeg daarmee een grote populariteit. 